# Broken Blossoms
Broken Blossoms är en amerikansk dramafilm från 1919 i regi av D.W. Griffith. Filmen var den första Griffith släppte på United Artists som han varit med att grunda samma år. Broken Blossoms är baserad på Thomas Burkes novell The Chink and the Child från samlingen Limehouse Nights från 1916.
Broken Blossoms valdes 1996 ut av USA:s kongressbibliotek för att bevaras i National Film Registry.

## Handling
Cheng Huan lämnar Kina för att sprida den fredliga buddhistiska läran till England. Några år senare har han blivit desillusionerad och driver en affär i Limehousedistriktet i London. Cheng möter Lucy Burrows, dotter till boxaren Battling Burrows, som misshandlar henne. Cheng skyddar Lucy när en annan kinesisk man, Evil Eye, ger sig på henne. När Burrows piskar Lucy efter att hon spillt soppa på hans hand vandrar hon runt på gatorna och kollapsar in i Chengs affär. Han tvättar hennes sår och ger henne fina kläder. Efter att en av Burrows vänner berättat för honom var Lucy är släpar han hem henne. Hon gömmer sig i panik i en garderob men Burrows slår sönder dörren och misshandlar henne till döds. Cheng tar en pistol och beger sig till Lucys hem, när han ser att hon är död skjuter han Burrows och bär Lucy till affären där han begår självmord.

## Rollista
- Lillian Gish –  Lucy Burrows
- Richard Barthelmess –  Cheng Huan
- Donald Crisp –  Battling Burrows
- Arthur Howard –  Burrows manager
- Edward Peil Sr. –  Evil Eye
- George Beranger –  spionen
- Norman Selby –  en proffsboxare